# Anglesey League
Anglesey Football League (hiện tại là Kon-X Wales Anglesey Football League, vì lý do tài trợ) là một giải bóng đá ở Anglesey, Wales, nằm ở Cấp độ 6 trong Hệ thống giải bóng đá Wales ở Bắc Wales. Đội vô địch thăng hạng Gwynedd League.
Giải đấu có 4 giải cúp, bao gồm Dargie Cup, Elias Cup, Megan Cup và BetFred Cup.
Các đội thành viên cũng tham gia North Wales Coast Junior Cup với các đội từ Caernarfon & District League và Clwyd League.
Sau nhiều năm khủng hoảng, giải thông báo sẽ khởi tranh với 12 đội với 5 đơn đăng kí và đơn rút llui duy nhất của đội vô địch Bro Goronwy. Tuy nhiên, không lâu sau đó, Menai Bridge Tigers rút lui xuống bóng đá trẻ. Tiếp theo đó là Llanfairpwll Dự bị cũng rút lui sau khi mất huấn luyện viên và đội bóng. Llanfairfechan rời giải và tham gia Clwyd League, tương tự với Maes-y-Bryn 

## Câu lạc bộ mùa giải 2016–17
- Bethesda Athletic Dự bị
- Bodorgan Juniors
- Bryngwran Bulls
- Holyhead Town
- Llangoed & District
- Mynydd Llandegai Dự bị
- Pentraeth Dự bị
- Valley

## Đội vô địch (Á quân)
- 1988–89 Llangoed & District (Gwalchmai)
- 1989–90 Gwalchmai (Bodedern)
- 1990–91 Bodedern (Gwalchmai)
- 1991–92 Bodedern (Gwalchmai)
- 1992–93 Llangefni Town Dự bị (Gwalchmai)
- 1993–94 Gwalchmai (Llanfairpwll)
- 1994–95 Holyhead Hotspur (Llanerchymedd Bulls)
- 1995–96 Holyhead Hotspur (Llanerchymedd Bulls)
- 1996–97 Amlwch Town (Gwalchmai)
- 1997–98 Gwalchmai (Holyhead Hotspur Dự bị)
- 1998–99 Bodedern (Treaddur Bay)
- 1999-00 Cemaes Bay Dự bị (Treaddur Bay)
- 2000–01 Gwalchmai (Holyhead Gwelfor Athletic)
- 2001–02 Beaumaris Town	(Amlwch Town Dự bị)
- 2002–03 Llangefni-Glantraeth Dự bị (Amlwch Town Dự bị)
- 2003–04 Holyhead Gwelfor Athletic (Gaerwen)
- 2004–05 Gaerwen (Amlwch Town)
- 2005–06 Amlwch Town (Pentraeth)
- 2006–07 Holyhead Gwelfor Athletic (Bodedern Dự bị)
- 2007–08 Gwalchmai (Bro Goronwy)
- 2008–09 Pentraeth Nurseries (Bro Goronwy)
- 2009–10 Bro Goronwy (Trearddur Bay United)
- 2011–12 Morawelon (Llanerchymedd)
- 2012–13 Pentraeth (Morawelon)
- 2013–14 Menai Bridge Tigers (Morawelon)
- 2014–15 Valley F.C (Cemaes Bay)
- 2015-16 Bro Goronwy (Llanfairpwll Dự bị)
- 2016-17 Holyhead Town (Llangoed & District)

## Đội vô địch Dargie Cup
- 2007 Bodedern Dự bị
- 2008 Bro Goronwy
- 2009 Trearddur Bay United
- 2010 Trearddur Bay United
- 2011 Trearddur Bay United
- 2012 Llanerchymedd
- 2013 Pentraeth
- 2014 Llangefni Town Dự bị
- 2015 Cemaes Bay
- 2017 Llangoed & District